# Action Beat
Action Beat je dvoučlenná anglická indie rocková hudební skupina z předměstí Bletchley, Milton Keynes.

## Diskografie
- 1977-2007: Thirty Years of Hurt, Then Us Cunts Exploded (Fortissimo Records, 2007)
- The Noise Band from Bletchley (Truth Cult/Southern Records, 2009)
- Unbelievable Fuck-Ups (Urquinaona Records) - 2010
- Beatings (Truth Cult/Southern Records, 2010)

### Peter James Taylor
- Mate (Fortissimo Records, 2010)